# Jairo Patiño
Pour les articles homonymes, voir Patiño (homonymie).
Jairo Leonard Patiño Rosero, né le 5 avril 1978 à Cali (Colombie), est un footballeur international colombien qui joue au poste de milieu de terrain avant de devenir entraîneur. 

## Biographie

### Carrière en sélection
Avec l'équipe de Colombie, il dispute 35 matchs (pour 3 buts inscrits) entre 2003 et 2007. Il figure notamment dans le groupe des sélectionnés lors de la Coupe des confédérations de 2003, compétition au cours de laquelle il joue cinq matchs.
Il participe également aux Gold Cup de 2003 et de 2005, ainsi qu'à la Copa América de 2004.